# Parfiryj (Pradnjuk)
Parfiryj (světským jménem: Aleh Scjapanavič Pradnjuk; * 25. března 1970, Padalesse) je běloruský duchovní Běloruské pravoslavné církve a biskup lidský a smarhoňský.

## Život
Narodil se 25. března 1970 ve vesnici Padalesse Brestské oblasti.
Po střední škole nastoupil na elektro-mechanickou fakultu Brestský polytechnický institut. Po prvním ročníku nastoupil na povinnou vojenskou službu. Studium dokončil roku 1994 s titulem inženýr-mechanik. Od stejného roku byl ponomarem a čtecem chrámu ve vesnici Buchovičy.
Roku 1998 nastoupil na Minský duchovní seminář, který dokončil roku 2002. Poté byl přijat mezi bratry Žyrovického monastýru, kde několik let vykonával službu zahradníka. Zde byl 27. března 2004 představeným monastýru biskupem Guryjem (Apalkou) postřižen na rjasofora se jménem Onisim na počest svatého Onisima Pečerského a 21. dubna 2005 do malé schimy se jménem Parfiryj na počest svatého Porfirija (Rubanoviče).
Dne 4. května 2005 jej metropolita minský a slucký Filaret (Vachromejev) rukopoložil na jerodiákona a 3. prosince 2006 biskup Guryj (Apalka) na jeromonacha. Roku 2007 dokončil Minskou duchovní akademii s titulem kandidát bohosloví.
Od roku 2009 byl asistentem ekonoma a poté ekonomem Žyrovického monastýru. Roku 2012 byl jmenován blagočinným monastýru a o rok později začal přednášet na akademii a semináři.
Roku 2014 se stal zástupcem představeného Žyrovického monastýru a předsedou Synodního oddělení pro záležitosti monastýrů a mnišství Běloruského exarchátu.
Dne 25. prosince 2014 jej Svatý synod zvolil biskupem lidským a smarhoňským. O tři dny později byl povýšen na archimandritu a 18. ledna 2015 oficiálně jmenován biskupem. Biskupská chirotonie proběhla 5. dubna 2015 v chrámu Krista Spasitele v Moskvě. Hlavním světitelem byl patriarcha moskevský a celé Rusi Kirill.
Dne 3. června 2015 byl jmenován členem Synodu a zástupcem předsedy církevního soudu Běloruského exarchátu.